# Station Walygator-Parc
Station Walygator-Parc is een spoorwegstation in de Franse gemeente Maizières-lès-Metz. Het station bevindt zich vlak bij de ingang van het attractiepark Walygator Parc.